# Lespedeza fasciculiflora
Lespedeza fasciculiflora är en ärtväxtart som beskrevs av Adrien René Franchet. Lespedeza fasciculiflora ingår i släktet Lespedeza och familjen ärtväxter. Inga underarter finns listade i Catalogue of Life.